# Lysandra radioperaurantia
Lysandra radioperaurantia är en fjärilsart som beskrevs av Tutt. Lysandra radioperaurantia ingår i släktet Lysandra och familjen juvelvingar. Inga underarter finns listade i Catalogue of Life.